# Classe Oquendo

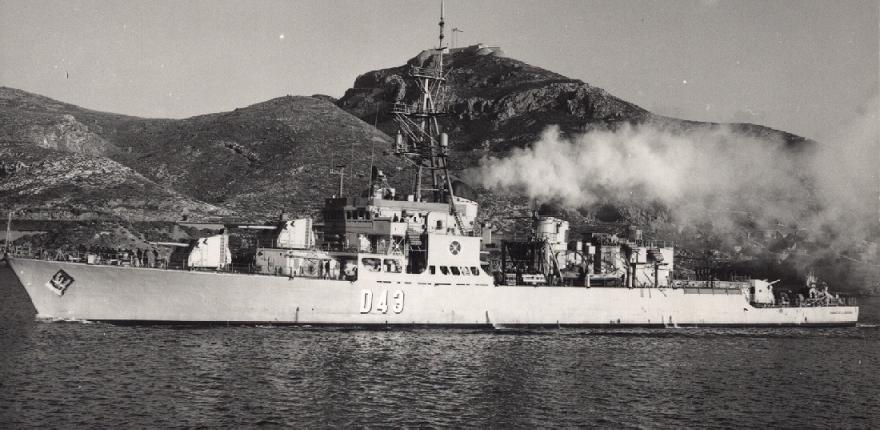

La classe Oquendo est une classe de Destroyers de la marine espagnole.

## Navires de la classe Oquendo
| Nom                    | Numéro | Chantier naval         | Lancement | Retiré du service | Motif | Observations |
| ---------------------- | ------ | ---------------------- | --------- | ----------------- | ----- | ------------ |
| Oquendo                | D41    | Bazan Ferrol           | 1963      | 1978              | Rebut |              |
| Roger de Lauria        | D42    | Bazan Ferrol/Cartagena | 1969      | 1982              | Rebut |              |
| Marqués de la Ensenada | D43    | Bazan Ferrol/Cartagena | 1970      | 1988              | Rebut |              |